# Last Chance to Make Amends
Last Chance to Make Amends es el álbum debut de estudio de la banda estadounidense de post-hardcore, Ice Nine Kills, lanzado en 2006. En ese momento, el grupo empleó un sonido que es una "mezcla de rock alternativo, pop punk y ska" antes de su cambio a post-hardcore y metalcore años más tarde. Es el único álbum que presenta con los miembros Andrew Justin Smith y Grant Newsted.

## Información de las canciones
"What I Really Learned in Study Hall" es la primera canción de la trilogía de canciones "What I Learned in Study Hall"
El título de la canción "Murders and Acquisitions" es una referencia a la película American Psycho de 1999 . El título de la canción "I Do and I Don't" es una cita de la película Best In Show.
En la primera edición lanzada en abril, la canción final, "Family Unites" dura 5:07. En la reedición lanzada en diciembre, le siguen dos pistas ocultas. El primero de 6:32 a 9:00 es una repetición instrumental del sintetizador de "Family Unites", y el segundo de 9:54 a 12:58 es una llamada telefónica seguida de otra pista de sintetizador.

## Listado de canciones
| N.º | Título                                | Duración   |  |
| 1.  | «...And Our Story Begins»             | 0:44       |  |
| 2.  | «Last Words»                          | 4:27       |  |
| 3.  | «Chapter Two»                         | 1:31       |  |
| 4.  | «Build a Bridge and Jump Off It»      | 4:02       |  |
| 5.  | «I Do and I Don't»                    | 4:13       |  |
| 6.  | «Tonight We Dance (Interlude)»        | 0:42       |  |
| 7.  | «Murders and Acquisitions»            | 3:43       |  |
| 8.  | «What I Really Learned in Study Hall» | 2:29       |  |
| 9.  | «Cinder Blocks and Thank You Knots»   | 4:20       |  |
| 10. | «Family Unties (Finding Emo)»         | 5:07/12:58 |  |

## Personal
- Spencer Charnas - voz principal, guitarra rítmica
- Jeremy Schwartz - guitarra líder, voz, sintetizador
- Andrew Justin Smith - bajo, coros
- Grant Newsted - batería